# Patrizia Viotti
Patrizia Viotti (Roma, 25 giugno 1950 – Roma, 24 agosto 1994) è stata un'attrice e modella italiana.

## Biografia
Sorella minore dell'attrice Piera Viotti, ha iniziato la carriera come fotomodella per il fotoromanzo erotico Lunella. Raggiunse la popolarità presso il grande pubblico nel 1969 grazie alla relazione con il cantante Mal. Patrizia conobbe Mal al Piper Club, e instaurò con lui un rapporto fisso trasferendosi a convivere con il cantante in un residence milanese e comparendo per tutta l'estate assieme a lui sulle pagine dei rotocalchi. Nel settembre di quell'anno annunciò ai giornali di essere incinta al quinto mese, scatenando un grosso scandalo e portando alla denuncia del cantante poiché la ragazza era ancora minorenne (all'epoca la maggiore età era 21 anni). La vicenda si concluse ufficialmente con un aborto spontaneo al quinto mese e mezzo, e la separazione della coppia.
Sfruttando l'onda della popolarità riuscì a ottenere la sua prima parte da protagonista nel film Erika, dove interpretava una disinibita ragazza tedesca che sconvolge la vita di una famiglia siciliana. A questo primo film ne seguiranno diversi altri negli anni successivi, sempre del filone commedia erotica. La sua carriera da attrice si interruppe il 10 giugno 1976, quando venne arrestata assieme al marito Claudio Biondi per possesso di droga dopo una perquisizione dei Carabinieri all'interno del suo appartamento romano in Via Carlo Pascal.
È morta nel 1994 all'età di 44 anni. Riposa nel cimitero Flaminio di Roma.

## Filmografia
- Erika, regia di Filippo Walter Ratti (1971)
- La notte dei dannati, regia di Filippo Walter Ratti (1971)
- Alla ricerca del piacere, regia di Silvio Amadio (1972)
- Beffe, licenzie et amori del Decamerone segreto, regia di Walter Pisani (1972)
- Episodio, Due suore di Canterbury proibito, regia di Italo Alfaro (1972)
- La morte scende leggera, regia di Leopoldo Savona (1972)
- Charlys Nichten, regia di Walter Boos (1974)